# Сахапром, Вирапхол
Вирапхол Сахапром (англ. Veeraphol Sahapromm, тайск. ธีระพล สำราญกลาง, род. 16 октября 1968 года, Накхонратчасима, Таиланд) — тайский боксёр-профессионал, выступавший в легчайшей и полулёгкой весовых категориях. Чемпион мира (по версии WBA, 1995—1996, WBC, 1998—2005) Чемпион Мира по Муай-тай в трёх весовых категориях.

## Профессиональная боксёрская карьера
На профессиональном ринге Вирапхол дебютировал в 1994 году в легчайшей весовой категории. Звёздная карьера в Муай-тай, позволила дебютировать в боксе сразу на высоком уровне. Сахапром трижды становился чемпионом мира по тайскому боксу в разных весовых категориях, и дебютировал на профессиональном ринге сразу с двенадцатираундового боя.
В первом же бою Вирапхол нокаутировал филиппинца Хоэля Джулио и стал интернациональным чемпионом мира по версии WBC.
17 сентября 1995 года, имея за плечами лишь три профессиональных боя, вышел в четвёртом поединке с соотечественником, Даорунгом Чуватаном (55-5-3), чемпионом мира по версии WBA. Сахапром выиграл по очкам раздельным решением судей, и сделал невероятное, со статистикой 4-0 уже был чемпионом мира.
Но не имея достаточный опыт профессиональных боёв, В следующем поединке проиграл нокаутом опытному боксёру из Ганы, Нана Конаду (35-2-1). Вирпул учёл эту ошибку и стал проводить множество рейтинговых боёв, и набираться опыта.
Провёл после поражения 16 победных поединков и в декабре 1998 года вышел на титульный поединок с японским боксёром, чемпионом по версии WBC, Дзёитиро Тацуёси (17-4-1). Сахапром нокаутировал чемпиона в шестом раунде и завоевал второй чемпионский пояс.
Провёл несколько защит и промежуточных поединков. Бои проводил в Японии и Таиланде.

### Бои с Ташиоки Ниошика
25 мая 2000 года Сахапром в четвёртой защите титула вышел на бой с японцем, Тосиаки Нисиокой. Бой вышел очень конкурентным и близким решением Вирпул победил по очкам. После этого Сахапром ещё дважды защитил титул нокаутом и провёл три промежуточных победных боя.
1 сентября 2001 года Сахапром во второй раз вышел на бой с Тосиаки Нисиокой. Поединок не выявил победителя, раздельным решением была присуждена ничья. Сахапром снова стал проводить защиты титула и убедительно выиграл трёх претендентов.
4 октября 2003 года состоялся третий поединок между Сахапромом и Тосиаки, который так же завершился вничью. Не определённость в победителе заставила провести четвёртый поединок сразу.
6 марта 2004 года состоялся четвёртый поединок. Вирапхол на этот раз был более убедительным и победил по очкам с большим отрывом, поставив точку в многолетнем противостоянии.

### 2004—2010
11 сентября 2004 года Вирапхол защитил титул в бою с мексиканцем, Сесилио Сантосом.
16 апреля 2005 года, в 15-й защите титула, Сахапром потерпел поражение, проиграл по очкам Ходзуми Хасэгаве.
Провёл пять рейтинговых поединков и вышел на повторный поединок с Ходзуми Хасэгаве. Во втором бою японец победил нокаутом.
После поражения провёл много рейтинговых поединков, и в июне 2008 года вышел на бой за звание обязательного претендента по версии WBC с боксёром из ЮАР, Васи Малинге. Малинге нокаутировал Сахапрома в четвёртом раунде.
После четвёртого поражения в карьере, Сахапром провёл ещё шесть победных поединков, и в возрасте 41 года завершил спортивную карьеру.